# Paul Kaba Thieba
Paul Kaba Thieba (n. Bobo-Dioulasso; 28 de julio de 1960) es un economista y político de Burkina Faso, ex primer ministro de Burkina Faso desde el 13 de enero de 2016 hasta el 24 de enero de 2019. Thieba fue nombrado por el presidente Roch Marc Christian Kaboré el 6 de enero de 2016, poco después de Kaboré asumió el cargo. 
Anteriormente trabajó en el Banco Central de los Estados de África Occidental y la Unión Monetaria del África Occidental.

## Biografía
Paul Kaba Thieba nació el 28 de julio de 1959 en Bobo-Dioulasso, Alto Volta.  Thieba obtuvo una serie BAC C de Lycée Philippe Zinda Kaboré en Uagadugú en junio de 1979. Obtuvo un BBA en junio de 1982 y un año más tarde, un MBA de la Universidad de Uagadugú. Obtuvo un Diploma de Estudios Avanzados (DEA) en junio de 1984 y un doctorado en diciembre de 1987 en la Universidad Pierre Mendès-France. En diciembre de 1988, se graduó con un Diploma de Educación Superior Especializada (DESS) en Banca y Finanzas de la Universidad de París Descartes.
En septiembre de 1998, fue nombrado jefe del servicio de cambio de divisas del Banco Central de los Estados de África Occidental (BCEAO) y se desempeñó hasta julio de 2000. Entre julio de 2000 y diciembre de 2006, fue subdirector de operaciones financieras. En enero de 2007, obtuvo el cargo de director de operaciones financieras, que mantuvo hasta diciembre de 2008. Entre enero de 2009 y diciembre de 2011, fue asesor del director del Departamento de Asuntos Generales y, desde enero de 2012, asesor del Director de Operaciones.
Entre febrero de 2014 y su nombramiento como jefe de Gobierno en enero de 2016, fue director Ejecutivo del Fondo de Estabilidad Financiera de la Unión Monetaria de África Occidental. 
Thieba fue nombrado primer ministro por el presidente Roch Marc Christian Kaboré el 6 de enero de 2016, poco después de que Kaboré asumiera el cargo. 
Enfrentó su primera prueba como primer ministro cuando Al Qaeda en el Magreb Islámico atacó el Hotel Splendid en Uagadugú el 15 de enero de 2016. Las fuerzas de seguridad atacaron el hotel. Más de 30 personas fueron liberadas y más de 20 personas murieron. 
En una reorganización del gabinete el 20 de febrero de 2017, el tamaño del gobierno de Thieba se amplió ligeramente, de 29 a 32 ministros. 
El 19 de enero de 2019, Theiba y todo su gabinete renunciaron a su cargo, una medida que se anunció en una declaración televisada por el presidente Kaboré. No se proporcionó ninguna razón para la renuncia.